# Korn (음반)
| 전문가 평가                       | 전문가 평가 |
| 평가 점수                         | 평가 점수   |
| 출처                              | 점수        |
| --------------------------------- | ----------- |
| AllMusic                          | [ 3 ]       |
| Blender                           | [ 4 ]       |
| Collector's Guide to Heavy Metal  | 8/10        |
| The Encyclopedia of Popular Music | [ 6 ]       |
| Kerrang!                          | [ 7 ]       |
| The Great Rock Discography        | 9/10        |
| MusicHound Rock                   | [ 9 ]       |
| The Rolling Stone Album Guide     | [ 10 ]      |
| Sputnikmusic                      | [ 11 ]      |

《Korn》은 미국의 누 메탈 밴드 콘의 데뷔 스튜디오 음반이다. 1994년 10월 11일, 이모털과 에픽 레코드를 통해 발매되었다. 음반을 녹음하기 전, 이 밴드는 캘리포니아주 헌팅턴비치에서 열린 공연 후 이모털/에픽 레코드에 의해 접근했다. 밴드는 "그들의 창조적 자유를 모두 포기하고 싶지 않았기" 때문에 그들의 레이블과 계약했다. 이 밴드는 1993년 데모 《Neidermayer's Mind》를 프로듀싱하기도 한 프로듀서 로스 로빈슨과 함께 캘리포니아주 말리부의 인디고 랜치 스튜디오에서 녹음했다. 녹음은 1994년 5월부터 6월까지 진행되었다. 녹음 후, 콘은 바이오해저드와 하우스 오브 페인과 함께 투어를 했다.
이 음반의 주제는 아동 학대, 약물남용, 집단 따돌림을 포함한다. 커버 아트는 그네에 앉아있는 어린 소녀가 편자나 아마도 칼날로 보이는 것을 들고 있는 큰 남자에 의해 다가가는 것을 묘사한다. 게다가, 그 소녀의 그림자는 그 밴드의 로고의 위치 때문에 그녀의 몸이 교수형을 당하고 있다는 것을 보여준다. 사진은 스티븐 스티클러가, 디자인은 제이 파프케와 단테 아리올라가 맡았다.
이 음반의 첫 싱글 〈Blind〉는 캐나다 얼터너티브 30에서 15위를 차지했고, 음반은 빌보드 200에서 72위뿐만 아니라 뉴질랜드에서 10위로 정점을 찍었다. 이 음반은 2003년까지 미국에서 적어도 210만 장이 팔렸다. 많은 사람들은 이 음반이 누 메탈 장르를 시작했다고 생각한다.

## 배경
콘이 이름을 짓기 전에, 그들은 로스앤젤레스 남쪽의 캘리포니아주 헌팅턴비치에 있는 작은 집으로 함께 이사하여 노래 작업을 시작했다. 이사 직후, 그들은 이전에 리드 싱어 조나단 데이비스를 자신의 차고에서 살도록 허락한 제프 크레아(로부터 녹음 스튜디오인 언더그라운드 치킨 사운즈를 임대했다. 그들이 스튜디오에서 녹음하는 동안, 그들은 〈Clown〉의 서곡을 공연할 때 많은 사람들을 끌어 모았다. 밴드의 베이시스트인 레지널드 아르비주는 밴드의 스타일이 너무 "다르다"고 들렸기 때문에 관중들이 모였다고 말했다. 콘은 1993년에 결성되었다. 설립 2주 만에 그들은 〈Blind〉, 〈Predictable〉 그리고 〈Daddy〉를 포함하는 데모를 녹음했다. 몇 주 후, 콘은 애너하임의 캘리포니아 드림스라는 클럽에서 처음으로 쇼를 연주했다. 콘은 1993년 여름에 공연을 시작했다. 헌팅턴비치에서 공연하는 동안, 이 밴드는 이모털/에픽 A&R 폴 폰티우스에 의해 포착되었다. 그는 그들의 회사를 통해 음반을 녹음하겠다는 제안을 하는 밴드에게 다가갔다. 비록 이 그룹이 여러 다른 레이블로부터 제안을 받았지만, 콘은 "그들의 창조적인 자유를 모두 포기"하고 싶지 않았기 때문에 이모털/에픽과 함께 갔다.

## 상업적 성과
1996년 1월 29일, 《Korn》은 미국에서 골드를 기록했고, 1996년 2월 10일, 음반은 72위를 기록했다. 이 음반은 리코디드 뮤직 NZ 차트에서 30주를 보냈고, 1996년 6월 23일에 진입했으며, 10위로 정점을 찍었다. 이 음반은 1997년 5월 18일에 차트를 떠났다. 1997년 1월 8일 미국에서 플래티넘이 되었고, 1999년 3월 28일 49위로 ARIA 차트에 진입했다. 그것은 5주 동안 차트의 위치를 유지했고, 46위로 정점을 찍었다. 1999년 4월 24일 톱 팝 카탈로그 음반 차트에서 5위로 정점을 찍었다. 1999년 7월 17일 메하하르츠에 56위로 진입했다. 3주 후, 《Korn》은 차트를 떠났다. 1999년 11월 10일, 미국 음반 산업 협회에 의해 더블 플래티넘 인증을 받았다. 그 음반은 2001년 2월 10일 영국 음반 차트에서 181위로 정점을 찍었다. 오스트레일리아 음반 산업 협회로부터 플래티넘 인증을 받았다. 2003년 《빌보드》는 《Korn》이 미국에서 최소 2,100,000장의 판매고를 올렸다고 보도했다.

## 곡 목록
모든 곡들은 특별한 언급이 없는 한 콘에 의해 작사/작곡하였다.
| #   | 제목                       | 작사·작곡                | 재생 시간 |
| --- | -------------------------- | ------------------------ | --------- |
| 1.  | 〈Blind〉                  | 콘, 데니스 신, 라이언 샥 | 4:19      |
| 2.  | 〈Ball Tongue〉            |                          | 4:30      |
| 3.  | 〈Need To〉                |                          | 4:02      |
| 4.  | 〈Clown〉                  |                          | 4:35      |
| 5.  | 〈Divine〉                 |                          | 2:52      |
| 6.  | 〈Faget〉                  |                          | 5:50      |
| 7.  | 〈Shoots and Ladders〉     |                          | 5:22      |
| 8.  | 〈Predictable〉            |                          | 4:32      |
| 9.  | 〈Fake〉                   |                          | 4:51      |
| 10. | 〈Lies〉                   |                          | 3:22      |
| 11. | 〈Helmet in the Bush〉     |                          | 4:02      |
| 12. | 〈Daddy (히든 트랙 포함)〉 | 콘, 신, 샥               | 17:31     |

## 인증
| 국가                                                  | 인증        | 판매량/출하량 |
| ----------------------------------------------------- | ----------- | ------------- |
| 오스트레일리아 (ARIA)                                 | 플래티넘    | 70,000^       |
| 뉴질랜드 (RMNZ)                                       | 플래티넘    | 15,000^       |
| 영국 (BPI)                                            | 골드        | 100,000*      |
| 미국 (RIAA)                                           | 2× 플래티넘 | 2,000,000^    |
| *판매량을 기반으로 한 인증 ^출하량을 기반으로 한 인증 |             |               |